# 유전자 변형 동물
유전자 변형 동물(영어: genetically modified animal) 또는 형질 전환 동물(영어: transgenic animal)은 유전자 변형 생물(GMO, Genetically modified organism) 중 동물 항목에 해당한다. Ralph L. Brinster와 Richard Palmiter가 형질전환된 생쥐, 쥐, 토끼, 양 그리고 돼지에 대한 관련 기술을 1980년대 초반에 발전시켜왔고, 전이인자에 의한 암종(carcinoma)의 발생을 포함하여 인간 질병의 최초 형질전환 모델을 확립해왔다.
유전적으로 동물을 조작하는 과정은 많은 시간과 비용을 필요로 한다. 그러나, 새로운 기술들이 이러한 유전적 조작을 더욱 쉽고 간결하게 만들어주고 있다.
최초의 형질전환된 (유전적으로 조작된) 동물은 생쥐 배아 내에 DNA를 주입하고 대리모에 착상을 시키는 것을 통해 이루어졌다.

## 적용
형질전환된 동물은 아래와 같은 영역에서 활용이 가능하다.
1. 사람의 질병과 관련된 연구 (예를 들어, 해당하는 질병에 대한 동물모델을 확립할 수 있음)
2. 산업적이고 소비 가능한 형태로 생산 (다양한 사용을 위한 섬유 생산)
3. 인간의 치료 목적을 위한 산물을 생산 (약리활성적 생산물 혹은 이식을 위한 조직)
4. 동물의 사람과의 상호작용을 증진시키기 위해 사용 (저자극성 애완동물)
5. 식품의 생산 촉진 및 특성 발굴 (빠르게 자라는 생선, 음식을 더욱 효과적으로 소화할 수 있는 돼지)
6. 동물의 건강 증진 (질병저항성)[4]

#### 연구적 이용
유전자 변형 동물들은 표현형 분석을 위한 실험 모델로 이용되거나 생물의학의 연구 분야에서 실험을 위해 이용될 수 있다.
유전적으로 조작된 동물들은 많은 중증 질환을 치료하기 위한 연구에 점차 더 중요한 역할을 하고 있다. DNA를 바꾸거나 DNA를 전달하여 의료 목적으로 이용될 특정 단백질을 얻어낼 수 있다. 사람 단백질의 안정적인 발현이 양, 돼지 그리고 들쥐를 포함한 많은 동물에서 연구되어왔다. 예를 들어, 양에서 Human-alpha-1-antitrypsin을 얻기 위한 시도들이 있었고 이는 해당 효소에 결핍이 있는 환자들에게 이용되고 있다. 또한, human과 조직 적합성을 가진 형질전환 돼지가 연구되어왔는데, 이는 거부반응이 낮춰진 돼지의 장기가 이식하기에 적합한 대상이 될 수 있다는 기대 하에 진행되었다.
과학자들은 일부 포유동물을 포함하여 몇몇 유기체들을 녹색 형광 단백질인 GFP를 포함하도록 유전적으로 조작해왔다. 이는 의료 연구 목적으로 진행되었는데, Chalfie, Shimoura, 그리고 Tsien는 이를 통해 2008년 노벨상을 수상하였다. 예를 들어, 형광을 지닌 돼지는 장기 이식 (이종이식), 시각의 광수용체세포 그리고 다른 주제들을 위해 연구되어왔다. 2011년, 일본-미국 팀에서는 HIV 및 다른 질병들의 치료를 위한 녹색-형광을 지닌 고양이를 만드는 데 성공하였다. 이는 고양이 면역결핍 바이러스 (Feline immunodeficiency virus, FIV)가 HIV와 연관이 있다는 점에서 의미를 지닌다.
2009년에는 일본의 과학자가 영장류에 유전자 전달을 성공적으로 하였으며, 최초로 안정적인 형질전환 영장류 (마모셋원숭이)를 번식할 수 있는 line을 만들었다고 발표한 바 있다.  마모셋원숭이를 이용한 이 최초의 연구는 파킨슨병을 대상으로 하였으나, 그들은 루게릭병과 헌팅턴병도 염두에 두었다.

#### 사람을 위한 치료법에 기여
유전자 변형 동물은 또한 생물학적 치료제를 위해 연구되고 있다. 2009년 2월 6일에 U.S. Food and Drug Administration에서는 최초로 염소에서 얻은 생물학적 약물을 사람에게 적용하도록 승인하였다. 그 약은 ATryn인데, 항응고제로 수술이나 출산시 혈전의 가능성을 낮춰주기 위해 이용되었다. ATryn은 염소의 젖에서 추출되는 방식으로 얻을 수 있었다.

#### 음식물의 생산
2006년에 roundworm 유전자의 발현을 통해 오메가-3 지방산을 생성하도록 조작된 돼지가 만들어졌다.
Enviropig는 Yorkshire pig보다  식물 인을 보다 효과적으로 소화시킬 수 있는 가능성을 가지도록 유전적으로 개선된 line이다. 그 프로젝트는 2012년에 마감되었다. 이 돼지들은 phytase라는 효소를 생산해냈는데, 이는 소화되지 않는 인을 분해하는 역할을 한다. 그 효소는 전핵에 microinjection하는 방식을 통해 돼지의 염색체에 도입되었다. 이 효소를 가질 경우, 해당 동물은 곡물 인을 소화할 수 있게 된다. 그 돼지를 이용할 경우, 연령이나 식이에 따라 거름에 포함되는 인 함량을 30~70.7%까지 줄여 수질오염 가능성을 낮출 수 있다. 이 연구가 의미를 가지는 부분은 돼지의 거름으로 인해 조류가 늘어나게 되면 이들은 다량의 산소를 소모하므로 결론적으로 해당 지역의 어류를 감소시킬 수 있는 가능성이 있기 때문이다.
2011년에, 중국의 과학자들은 사람의 젖과 동일한 우유를 생성하도록 유전적으로 조작된 소를 만들어냈다. 이는 모유를 생성해낼 수 없지만 분유보다 모유를 먹이고자 하는 산모들에게 도움이 될 수 있다. 연구자들은 사람의 젖을 생성한다는 점만 빼면, 형질전환된 소는 일반적인 소와 동일하다고 주장하였다. 2달 뒤, 아르헨티나의 과학자들은 사람의 모유와 유사한 품질의 우유를 만들도록 2개의 사람 유전자를 포함하는 형질전환된 소 Rosita를 발표하였다. 2012년에는 뉴질랜드의 과학자들이 allergy-free인 우유를 만들어내도록 유전적으로 조작된 소를 만들어냈다.
뿐만 아니라, 거미줄과 같은 실크를 생성해내는 우유를 만들도록 유전적으로 조작된 염소도 만들어졌다.

#### 사람의 유전자 치료
유전자치료는 사람에서 발생하는 질병들을 치료하기 위해 유전적으로 변형된 바이러스들을 이용해 유전자를 전달해주는 것을 의미한다. 여전히 유전자치료는 새로운 기법이지만, 일부 성공한 사례들도 있었다. 이는 주로 중증 합병성 면역결핍장나 레버씨 선천성 흑암시와 같은 유전적 질병을 치료하기 위해 사용되어왔다. 이는 또한 최근 치료가 어려운 것으로 알려진 질병인 낭포성 섬유증이나 겸상적혈구빈혈증, 파킨슨병, 암, 당뇨병, 심장병, 근육성이영양증 등을 치료하기 위해 활용되고 있다.
최근의 유전자 치료 기술은 오직 비생식세포만을 대상으로 하므로 다음 세대로 전달될 수 없다. 소위 "생식 계열 유전자 치료"라 불리는 생식세포를 대상으로 유전자 치료를 하는 것은 매우 논란의 여지가 될 것으로 보이며, 쉽게 실현되기는 어려울 것으로 보인다.

## 유전자변형생물체에 대한 긍정적/부정적 견해

### 식량 및 작물의 측면에서
농작물의 생산량 감소 및 품질저하의 개선으로 세계적인 기아 문제를 해결할 수 있고, 과거대비 작물의 수확량 증가 및 농약 비용, 인건비 절감으로 농가의 소득이 향상될 수 있다는 것은 장점이다. 그러나 생산량이 아닌 분배의 불균형에 기인한 식량 문제는 개선이 되기 어려울 것으로 보이며, 실제로 기존 작물에 비해 수확량이 적거나 비슷하다는 통계 결과도 있다는 점은 단점이다. 또한, 비타민 A가 강화된 황금쌀 등은 인류의 건강 증진에 기여할 수 있으나 개발 역사가 짧아 유전자변형생물체의 장기간 섭취 시 인체의 반응성에 대해 예측할 수 없다는 것은 한계라고 할 수 있다.

### 환경적 측면에서
변형작물 재배는 동일한 토지에서 이모작을 가능케 하므로 산림 보전에 기여하고, 농약 및 살충제의 사용 감소는 생물 보전에 기여하며 환경 정화 능력이 높은 유전자변형미생물 및 식물은 환경오염의 가능성을 낮춰준다는 점에서 긍정적인 효과를 기대할 수 있다. 반면, 유전자 전이로 인해 예측불가능한 피해가 발생할 수 있고, 내성으로 인해 더욱 통제하기 어려운 잡초나 해충이 등장할 수 있는 가능성이 있으며, 인위적인 변화는 생물의 질서를 파괴하고 생태계를 교란할 수 있다는 점에서 위험성이 있다고 보인다.

### 의료적 측면에서
유전자재조합미생물을 이용한 B형간염 백신 등 고부가가치 의약품 제조 및 상용화, 난치병 치료에 기여할 수 있는 연구, 의약품 생산, 의료용 원료 물질 생산 및 바이오 장기 생산이 가능하다는 점에서 기대가 된다. 그러나, 인체에 직접적으로 영향을 미치기 때문에 작은 문제점이라도 발생할 경우 회복에 많은 시간과 노력이 필요하고 생명에 직결되는 만큼 위험 요인에 대한 철저한 검증이 필요하다는 점에서 실질적인 활용 가능성에 의문이 있다.